# Катастрофа Boeing 737 возле Сулавеси
Катастрофа Boeing 737 возле Сулавеси — крупная авиационная катастрофа, произошедшая в понедельник 1 января 2007 года. Авиалайнер Boeing 737-4Q8 авиакомпании Adam Air выполнял внутренний рейс DHI 574 по маршруту Сурабая—Манадо, но через 57 минут после взлёта рухнул в Макасарский пролив у побережья острова Сулавеси. Погибли все находившиеся на его борту 102 человека — 96 пассажиров и 6 членов экипажа.
Катастрофа рейса 574 по количеству погибших стала самой крупной в истории самолёта Boeing 737-400.
Катастрофа рейса 574 серьёзно сказалась на международной репутации индонезийской гражданской авиации, вплоть до введения соответствующих санкций со стороны США и Евросоюза. Запретительные меры, принятые индонезийскими властями в отношении авиакомпании Adam Air, в итоге привели её к банкротству и последующей ликвидации.

## Сведения о рейсе 574

### Самолёт

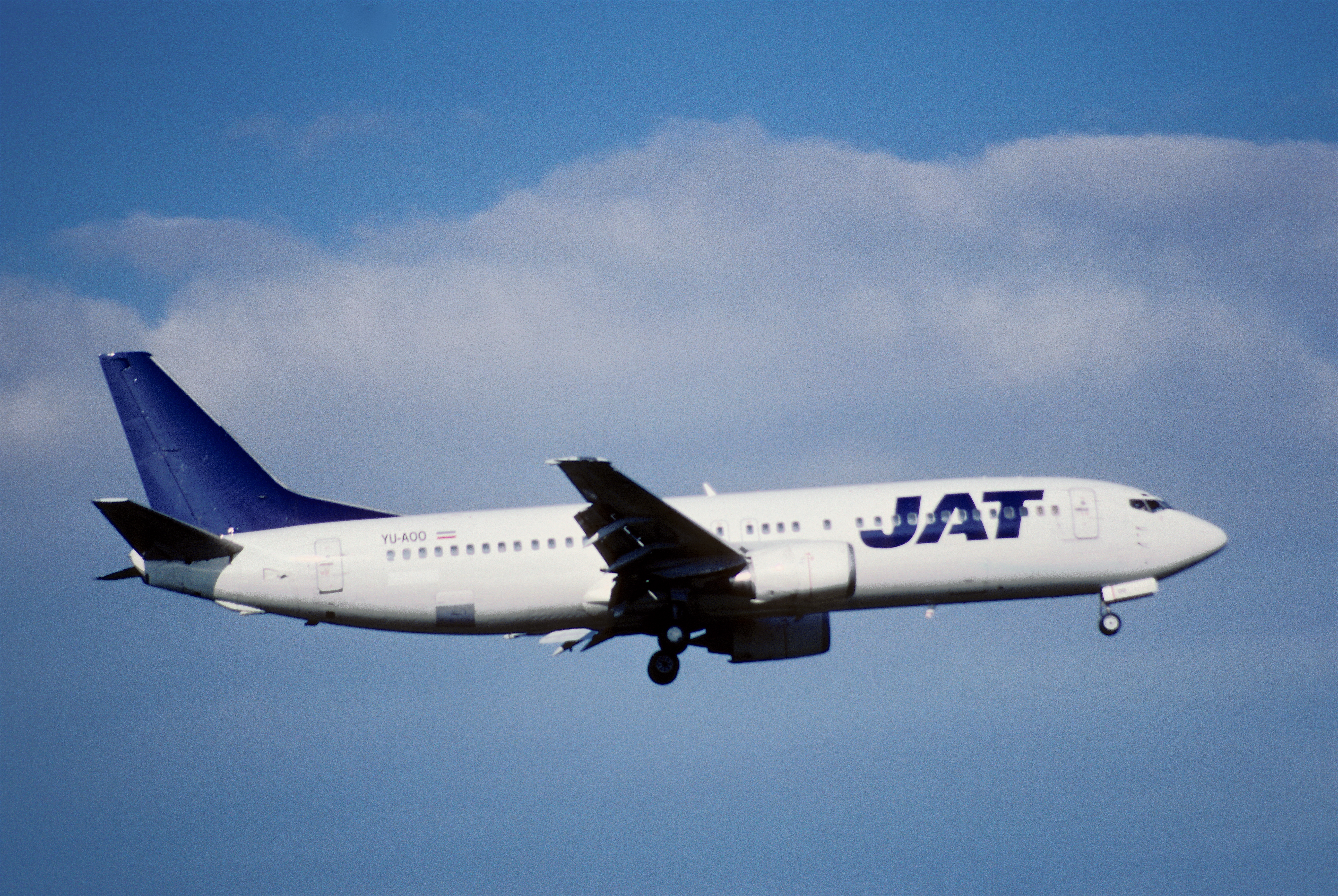
Разбившийся самолёт в 2003 году (в период эксплуатации в JAT)

Boeing 737-4Q8 (регистрационный номер PK-KKW, заводской 24070, серийный 1665) был выпущен в 1989 году (первый полёт совершил 11 января). Оснащён двумя двухконтурными турбовентиляторными двигателями CFM International CFM56-3C1. Эксплуатировался авиакомпаниями:
- Dan-Air (c 26 января 1989 года по 7 ноября 1992 года),
- British Airways (с 7 ноября 1992 года по 19 марта 1995 года),
- GB Airways (с 19 марта 1995 года по 6 апреля 2001 года, имя Chelsea Rose),
- National Jets Italy (с 6 апреля 2001 года по 26 февраля 2002 года, во всех летал под постоянным б/н G-BNNL),
- WFBN (с 26 февраля по 4 марта 2002 года, борт N112TR),
- Air One (с 4 марта по 11 декабря 2002 года, борт EI-CXH),
- JAT (с 11 декабря 2002 года по 1 декабря 2005 года, борт YU-AOO).

1 декабря 2005 года был куплен индонезийской авиакомпанией Adam Air и получил бортовой номер PK-KKW. На день катастрофы 17-летний авиалайнер совершил 26 725 циклов «взлёт-посадка» и налетал 45 371 час.
25 декабря 2005 года был проверен профильной комиссией Министерства транспорта Индонезии; по результатам проверки был допущен к полётам, никаких неполадок обнаружено не было. В соответствии с заключением специалистов авиакомпании Adam Air, сделанным в конце 2006 года, самолёт был полностью исправен и пригоден к эксплуатации в течение ещё по крайней мере 12 лет. Перед последним вылетом из аэропорта Сурабаи ни экипажем, ни техническими службами аэропорта никаких технических проблем с самолётом не выявлено.

### Экипаж и пассажиры
Самолётом управлял опытный экипаж, состав которого был таким:
- Командир воздушного судна (КВС) — 47-летний Рефри А. Видодо (индон. Refri A. Widodo). Очень опытный пилот, проработал в авиакомпании Adam Air 5 месяцев (с 6 июля 2006 года). Налетал 13 356 часов, 3856 из них на Boeing 737.
- Второй пилот — 36-летний Йога Сусанто (индон. Yoga Susanto). Опытный пилот, проработал в авиакомпании Adam Air 1 год и 3 месяца (с 1 сентября 2005 года). Налетал свыше 4200 часов, 998 из них на Boeing 737.

В салоне самолёта работали 4 стюардессы:
- Веравати Катарина (индон. Verawati Chatarina),
- Дина Октарина (индон. Dina Oktarina),
- Нининг Ирияни (индон. Nining Iriyani),
- Рати Секар Сари (индон. Ratih Sekar Sari).

| Гражданство            | Пассажиры | Экипаж | Всего |
| ---------------------- | --------- | ------ | ----- |
| Индонезия              | 91        | 6      | 97    |
| Индонезия / Португалия | 2         | 0      | 2     |
| США                    | 3         | 0      | 3     |
| Всего                  | 96        | 6      | 102   |

Всего на борту самолёта находились 102 человека — 6 членов экипажа и 96 пассажиров.

## Хронология событий

### Вылет, исчезновение с радаров
Рейс DHI 574 вылетел из Сурабаи в 13:59 WITA (05:59 UTC). Расчётным временем прибытия в Манадо было определено 16:14 WITA (08:14 UTC).
Во время полёта над Макасарским проливом самолёт попал в зону шторма — скорость ветра достигала 130 км/ч. Последний выход экипажа на связь — контакт с диспетчерской службой аэропорта Манадо — состоялся в 14:56 WITA (06:56 UTC). В это время лайнер находился у западного побережья острова Сулавеси в районе населённого пункта Полевали (индон. Polewali) округа Полевали-Мандар (индон. Polewali Mandar) провинции Западный Сулавеси и летел на крейсерском эшелоне FL350 (10 650 метров). Никаких сигналов бедствия или сообщений о поломках передано не было, но связь с рейсом DHI 574 практически сразу пропала и его метка исчезла с радаров.

### Поисково-спасательная операция

Округ Полевали-Мандар, ставший зоной наземной части поисковой операции (на карте провинции Западный Сулавеси выделен красным)

Поисково-спасательная операция, развёрнутая в тот же день (1 января 2007 года), осуществлялась объединёнными силами профильных гражданских служб и местных подразделений Вооружённых сил Индонезии. Всего к поискам в течение первой недели привлечено не менее 3600 человек, несколько самолётов ВВС Индонезии и кораблей ВМС Индонезии, два поисково-спасательных самолёта ВС Сингапура.
Утром 2 января появились сообщения об обнаружении обломков самолёта на территории округа Полевали-Мандар в гористой местности в районе деревни Рангоан к северу от Полевали. Эта информация была озвучена высокопоставленными представителями военных и гражданских властей, в том числе министром транспорта Хатта Раджаса и командующим местным военным округом генерал-майором А. Буди Сампурно.
Позднее появилась информация о некотором количестве выживших в катастрофе — говорилось, в частности, о 12 пассажирах. Но прибывшие к предполагаемому месту катастрофы отряды спасателей не обнаружили ни каких-либо фрагментов самолёта, ни живых или погибших людей. 3 января власти дезавуировали информацию об обнаружении места катастрофы, принеся при этом официальные извинения. Позднее выяснилось, что информация о 12 выживших появилась из-за ошибочной интерпретации сообщений о группе людей, спасшихся после кораблекрушения парома, произошедшего 30 декабря 2006 года в Яванском море.
3 января практически одновременно индонезийскими и сингапурскими службами были засечены сигналы, подававшиеся аварийными радиобуями пропавшего авиалайнера. Поскольку сигналы поступали со стороны моря, основной фокус поисково-спасательной операции был перенесён на акваторию Макасарского пролива, однако её наземная часть ещё какое-то время не сворачивалась: большое расстояние между двумя засечёнными буями позволяло предположить разрушение самолёта в воздухе и разброс его обломков на значительной площади с попаданием как в воду, так и на близлежащие участки суши.

### Обнаружение обломков

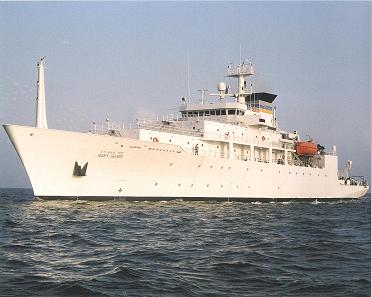
Гидрографическое судно ВМС США «Мэри Сирс»

8 января специалистами ВМС Индонезии было констатировано наличие крупных металлических объектов на дне моря в 2-4 километрах к югу от Полевали. Для изучения этих объектов было привлечено гидрографическое судно командования морских перевозок ВМС США «Мэри Сирс» и группа канадских специалистов. 11 января примерно в 300 километрах от западного берега Сулавеси индонезийскими рыбаками был поднят из воды первый фрагмент самолёта — часть горизонтального хвостового стабилизатора, позволившая идентифицировать его серийный номер. В течение последующих дней в различных местах акватории Макасарского пролива обнаружилось большое количество плавающих фрагментов — в основном элементов внутренней отделки салона лайнера и личных вещей пассажиров. Подобные находки позволили сделать окончательный вывод о падении самолёта в море и официально объявить всех пассажиров и членов экипажа погибшими.
По количеству жертв (102 человека) катастрофа рейса 574 стала одной из крупнейших авиакатастроф в истории гражданской авиации Индонезии и крупнейшей катастрофой самолёта Boeing 737-400.
21 января судном «Мэри Сирс» было обнаружено местоположение обоих бортовых самописцев самолёта на глубине около 2 километров на расстоянии 1,4 километров друг от друга. С учётом отсутствия у индонезийской стороны необходимых технических средств для подъёма самописцев была привлечена американская компания «Phoenix International», специализирующаяся в области подводных работ на больших глубинах. Часть расходов по оплате её услуг взяло на себя индонезийское правительство, часть авиакомпания Adam Air (2 000 000 и 1 000 000 долларов США соответственно из выставленного в итоге счёта).
Обнаружение «чёрных ящиков» позволило с относительной точностью локализовать местоположение основных обломков самолёта. 3 февраля в соответствующем районе моря у побережья Сулавеси на борту корабля ВВС Индонезии «Танджунг Далпеле» состоялась траурная церемония с участием родственников погибших, министра транспорта Хатта Раджаса, представителей гражданской администрации и военных властей провинции Западный Сулавеси.

## Расследование

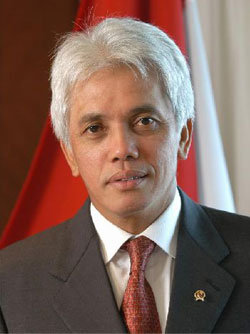
Хатта Раджаса, индонезийский государственный деятель (в 2007 году — министр транспорта, отвечавший за проведение поисково-спасательной операции и последующее расследование причин катастрофы рейса 574)

Расследование причин катастрофы рейса DHI 574 было взято под личный контроль президентом Индонезии Сусило Бамбанг Юдойоно и министром транспорта Хатта Раджаса.
Также к расследованию привлекались силы и средства профильных гражданских и военных служб, его координация была возложена на Национальный комитет по безопасности на транспорте (NTSC) (индон. Komite Nasional Keselamatan Transportasi) — формально независимую структуру, административно связанную с Министерством транспорта Индонезии. К взаимодействию с комитетом привлекались представители компании «Boeing» и зарубежные эксперты в области гражданской авиации.
Окончательный отчёт расследования был опубликован 25 марта 2008 года.
Основываясь на исследовании найденных обломков самолёта, расшифровке записей бортовых самописцев и показаниях диспетчерских служб соответствующих аэропортов, был сделан вывод о комплексной причине катастрофы: ошибках экипажа, произошедших в условиях частичной неисправности системы навигации, и плохих погодных условий. По мнению NTSC, пилоты потеряли управление самолётом, отвлёкшись на устранение возникших неполадок навигационного оборудования и случайно отключив автопилот.
Предпринятая в этой ситуации попытка резкого манёвра с целью выправления курса привела к глубокому пикированию с ростом скорости до уровня, близкого к скорости звука. Предположительно разрушение фюзеляжа могло начаться ещё до падения в воду — под воздействием резкого ускорения, но основная фрагментация произошла в момент столкновения самолёта с поверхностью океана.

## Последствия катастрофы
Катастрофа рейса 574 стала одним из наиболее громких событий в Индонезии и вызвала существенный международный резонанс. Серьёзный удар был нанесён не только репутации авиакомпании Adam Air, но и авторитету индонезийской гражданской авиации в целом.
11 января 2007 года президент Сусило Бамбанг Юдойоно принял решение о создании специализированной структуры, в обязанность которой вменялось изучение действующих норм безопасности на транспорте и выработку рекомендаций по их совершенствованию — Национальной группы по оценке транспортной безопасности (индон. Tim Nasional untuk Evaluasi Keselamatan dan Keamanan Transportasi) (эту организацию не следует путать с Национальной комиссией по вопросам транспортной безопасности, существующей с 1999 года и отвечающей за расследование происшествий на транспорте). В феврале того же года с учётом рекомендаций группы индонезийское правительство распорядилось приостановить коммерческую эксплуатацию самолётов возрастом более 10 лет (до этого возрастной порог составлял 35 лет).
Обнародование информации о выявленных недостатках в обеспечении безопасности в индонезийской гражданской авиации привело к тому, что в марте 2007 года Федеральное управление гражданской авиации США официально понизило рейтинг индонезийской гражданской авиации с первой до второй категории надёжности, в июне был введён запрет на полёты самолётов всех индонезийских авиакомпаний в страны Евросоюза (его поэтапная отмена началась только в 2009 году).
В ходе многочисленных проверок, проводившихся индонезийскими властями в отношении всех национальных авиаперевозчиков, особое внимание уделялось авиакомпании Adam Air. В феврале 2007 года она была вынуждена сократить парк авиалайнеров из-за ужесточения возрастного порога. В течение первых месяцев 2007 года семьями погибших и рядом общественных и профсоюзных организаций было подано множество индивидуальных и коллективных исков против компании, их общая сумма превышала $ 100 000 000.
В марте 2008 года действие разрешения на полёты оставшихся у Adam Air самолётов было приостановлено, а в июне разрешение было окончательно отозвано и последовал запуск процедуры банкротства авиакомпании.

## Культурные аспекты
Катастрофа рейса 574 Adam Air показана в 7 сезоне канадского документального телесериала Расследования авиакатастроф в серии Исчезнувший самолёт.